# Xylaria digitata

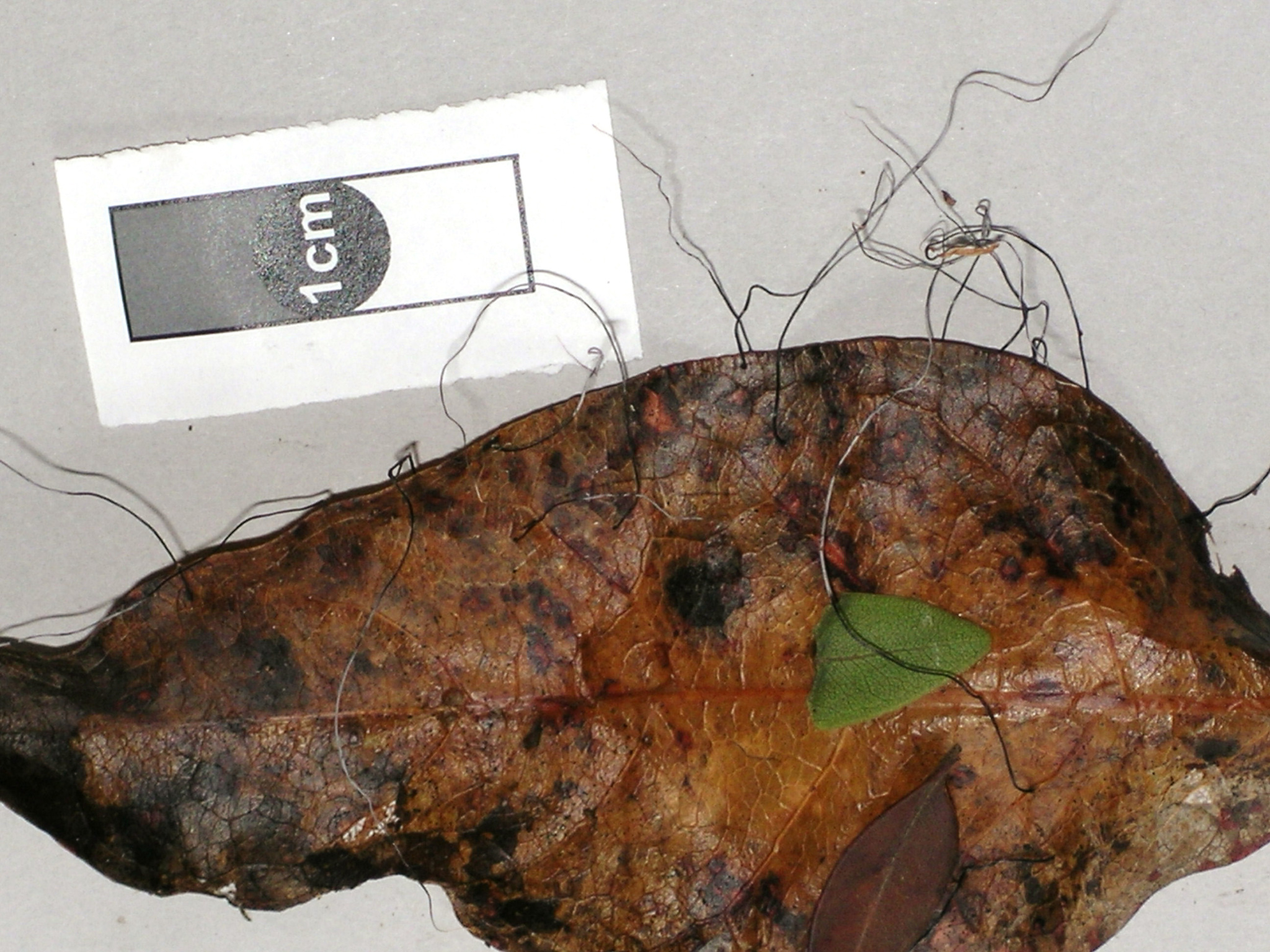

Xylaria digitata (L.) Grev. – gatunek grzybów z rodziny próchnilcowatych (Xylariaceae).

## Systematyka i nazewnictwo
Pozycja w klasyfikacji według Index Fungorum: Xylaria, Xylariaceae, Xylariales, Xylariomycetidae, Sordariomycetes, Pezizomycotina, Ascomycota, Fungi.
Po raz pierwszy opisał go w 1753 r. Karol Linneusz, nadając mu nazwę Clavaria digitata. W 1825 r. Robert Kaye Greville przeniósł go do rodzaju Xylaria. Nazwa rodzaju Xylaria pochodzi od greckiego rzeczownika Xýlon oznaczającego drewno. Epitet gatunkowy filiformis oznacza rozdwojony.
Niektóre synonimy nazwy naukowej:
- Xylaria torulosa (Jungh.) Speg. 1909
- Xylosphaera digitata (L.) Dumort 1822

## Występowanie i siedlisko
Występuje w Ameryce Północnej, Środkowej i Południowej, Europie, Afryce i Australii. W Polsce po raz pierwszy jego stanowiska podał A. Chlebowski w 2008 r.
Grzyb saprotroficzny.